# آرپاد بالاژ
آرپاد بالاژ (مجاری: Balázs Árpád؛ زادهٔ ۱ اکتبر ۱۹۳۷) آهنگساز و موسیقی‌دان اهل مجارستان است. 
وی پدر آهنگساز مجاری آدام بالاژ است و در بوداپست و رم آهنگسازی خواند و در تلویزیون مجارستان مجموعه‌ای درباره موسیقی کلاسیک اجرا کرد. هنرجویان رشتهٔ پیانونوازی از آثار او برای آموزش نوازندگی پیانو استفاده می‌کنند.